# PWB/UNIX
PWB/UNIX (Programmer's Workbench, l'établi du programmeur) fut l'une des premières versions du système d'exploitation UNIX.
Avant 1976, le développement d'UNIX chez AT&T était fait par un petit groupe de chercheurs travaillant au Computer Science Research Group (groupe de recherche en informatique) des laboratoires Bell. Comme UNIX commençait à se diffuser rapidement, AT&T prit la décision de développer une version d'UNIX conçue pour les programmeurs qui effectuaient du travail de production et non pas de recherche. Le Programmer's Workbench fut initié en 1973 par Evan Ivie et Rudd Canaday pour l'installer sur le centre informatique d'une division des laboratoires Bell comprenant un millier d'employés, et qui resterait la plus grosse installation d'UNIX pendant plusieurs années. PWB/UNIX fournissait des outils pour que les développeurs puissent gérer leur code source et collaborer sur des projets de programmation avec d'autres membres d'une équipe.
Malgré le fait que les utilisateurs de PWB écrivaient leur code sur UNIX, les programmes eux-mêmes étaient souvent écrits pour fonctionner sur des systèmes d'exploitation plus anciens. Pour cela, PWB incluait des logiciels pour soumettre des tâches aux ordinateurs IBM 370, UNIVAC 1100 et SDS Sigma 5. En 1978, environ 1 100 personnes utilisaient PWB au groupe Business Information Systems Programs des laboratoires Bell.
Il y eut deux versions majeures de PWB. PWB/UNIX 1.0, publié le 1er juillet 1977, était basé sur UNIX version 6 ; PWB 2.0 était basé sur UNIX version 7. La plupart de PWB/UNIX fut ensuite incorporée dans les versions commerciales UNIX System III et UNIX System V.

## Fonctionnalités
Les plus importants programmes qui firent leur apparition dans PWB sont :
- SCCS, le premier logiciel de gestion de versions, écrit par Marc J. Rochkind
- Le système de traitement par lots remote job entry
- Le PWB shell, écrit par John R. Mashey, un prédécesseur du Bourne shell
- Le restricted shell (rsh), une option du PWB shell
- Le paquet -mm (memorandum) pour troff, écrit par John R. Mashey et Dale W. Smith
- Des utilitaires tels que find, cpio, expr, écrits par Dick Haight, xargs, egrep et fgrep
- lex et yacc, qui n'ont pas été écrits pour PWB en particulier mais furent distribués en dehors des laboratoires Bell pour la première fois dans PWB.